# Katechismus katolického náboženství (Tomášek)
Katechismus katolického náboženství je spisek o katechismu, jehož autorem je kardinál František Tomášek, v době prvního vydání katechismu (1955)  biskup. Je proto také označován jako tzv. Tomáškův katechismus.
Katechismus představuje systematicky uspořádaný souhrn podstatných a základních složek římskokatolické nauky o víře i mravech, zpracovaný formou otázek a odpovědí. Snažil se tak vzbudit zájem čtenáře o dané konkrétní téma. Tento katechismus byl na dlouhou dobu jedinou komunistickým státem dovolenou učebnicí náboženství.
Je složen ze tří částí: První část – Věř v pravdy Boží, Druhá část – Žij v milosti posvěcující, Třetí část – Plň zákon Boží. Obsahuje celkem 286 otázek a odpovědí, následuje přehled církevního roku a hlavní modlitby.